# Liste der Flaggen im Kreis Recklinghausen

Der Kreis Recklinghausen in Nordrhein-Westfalen

Kreiswappen

Diese Liste beinhaltet alle in der Wikipedia gelisteten Flaggen im Kreis Recklinghausen in Nordrhein-Westfalen. Weitere Flaggen von Städten, Gemeinden und Kreisen in Nordrhein-Westfalen sind über die Navigationsleiste am Ende der Seite erreichbar.
| Zur Flagge des Kreises Recklinghausen heißt es in seiner Hauptsatzung: | |
| Banner des Kreises                                                     | „Das Wappen besteht aus einem silbernen Nesselblatt auf grünem Schild sowie einem schwarzen, gleichschenkeligen Kreuz mit goldenem Schlüssel in der Mitte.“ […] „Der Kreis führt folgendes Banner: Das Banner des Kreises Recklinghausen ist (von heraldisch rechts nach heraldisch links) Schwarz-Weiß-Grün. Es trägt in der Mitte der Fahnenbahn das Wappen des Kreises Recklinghausen.“ |

Wichtiger Hinweis
Zur Zeit der Erstellung dieses Artikels befinden sich darin nicht alle Flaggenabbildungen, dafür aber die Platzhalter  für Hissflaggen und  für Banner. Entsprechende Platzhalter  sind auch auf den Wappenlisten üblich und eine Aufforderung, die noch fehlenden Abbildungen zu finden oder zu erstellen und hochzuladen.

## Städte
| Stadt            | Hissflagge | Banner | Kommentare |
| ---------------- | ---------- | ------ | --- |
| Castrop-Rauxel   |            |        | „Die Stadt führt ein Stadtwappen, eine Flagge und ein Dienstsiegel.“ Beschreibung des Wappens: „Das Wappen der Stadt Castrop-Rauxel besteht aus einem blauen Schild mit einem goldenen Andreaskreuz in Form eines doppelten Fadenkreuzes, bei dem der rechte Balken über dem Linken liegt. [...].“ Beschreibung von Banner und Flagge: „Die Flagge der Stadt Castrop-Rauxel ist blau-gelb und längs gestreift. In der Mitte befindet sich das Wappen.“ |
| Datteln          |            |        | „Das Wappen der Stadt wurde von der ehemaligen Landgemeinde Datteln übernommen, genehmigt vom Preußischen Staatsministerium am 20. Dezember 1928.“ Wappenbeschreibung: „Gespalten in Schwarz und Silber(Weiß) vorn ein silberner (weißer) Ring und hinten ein schwarzes Kreuz.“ Das Wappen zeigt oben das kurkölnische Kreuz. Das Vest Recklinghausen gehörte bis zur Bulle Pius VII. „De salute animarum“ zum Erzbistum Köln, danach wurde es dem Bistum Münster inkorporiert. Der Ring stammt aus dem Siegel des Goswin von Vrydach de Datlen, das an einer Urkunde aus dem Jahr 1326 angebracht war. Flaggenbeschreibung: „Die Flagge der Stadt Datteln zeigt im oberen Felde das Stadtwappen, im unteren Felde die Farbe schwarz - weiß gestreift in senkrechter Anordnung in 4 schwarzen und 3 weißen Streifen. [...]“ |
| Dorsten          |            |        | „Die Stadt Dorsten führt ein Wappen, eine Flagge und ein Dienstsiegel.“ Beschreibung des Wappens: In Silber (Weiß) ein durchgehendes schwarzes Hochkreuz, das mit einem aufgerichteten goldenen (gelben) Schlüssel mit nach links gewendetem Bart belegt ist. Beschreibung des Banners: „Die Flagge ist senkrecht je zur Hälfte geteilt in den Farben Grün und Weiß. Im oberen Drittel - in der Mitte übergreifend auf beide Streifen - befindet sich das Wappen.“ |
| Gladbeck         |            |        | „Die Stadt führt ein Stadtwappen, eine Flagge und ein Dienstsiegel.“ Beschreibung des Wappens: „Die Stadt führt ein Wappen. Die Farben des Wappens sind schwarz (linkes Feld) und gelb (rechtes Feld). Den Insignien des Bergbaus - Schlägel und Eisen - im schwarzen Feld stehen in dem gelben Feld die dem Wappen des Hauses Wittringen entnommenen drei Wolfsangeln gegenüber. Im oberen Teil enthält das Wappen eine Mauerkrone, deren 5 Türme ziegelrot sind.“ […] . Beschreibung der Flagge: „Die Flagge der Stadt ist schwarz-gelb.“ Sie wird als auch als Banner mit oder ohne Wappen verwendet. |
| Haltern am See   |            |        | „Der Stadt Haltern am See ist mit Urkunde des Regierungspräsidenten Münster vom 5. November 1975 das Recht zur Weiterführung eines Wappens verliehen worden.“ Beschreibung des Wappens: „In Blau ein stilisiertes silbernes Halfter mit goldener Schnalle.“ Der Stadt Haltern am See ist ferner mit Urkunde des Regierungspräsidenten Münster vom 5. November 1975 das Recht zur Weiterführung einer Flagge verliehen worden. „Die Flagge der Stadt Haltern am See ist weiß und blau im Verhältnis 1:1 längsgestreift.“ Die Flagge wird auch mit dem Wappen in der Mitte gezeigt. |
| Herten           |            |        | „Die Stadt führt ein Stadtwappen, eine Flagge und ein Dienstsiegel.“ Beschreibung des Wappens: „Die Stadt Herten führt ein Wappen. Das Wappen ist geteilt und unten gespalten. Es zeigt oben in Grün ein liegendes, nach rechts offenes achtendiges weißes Geweih, unten rechts in Weiß eine fünfblättrige rote Rose. Es ist unten links sechsfach schwarz-weiß geschacht.“ […] Beschreibung der Flagge (Stadtfarben): „Die Stadt Herten führt eine Flagge als Banner. Es ist von Grün zu Weiß im Verhältnis 1:1 längsgestreift und zeigt im weißen Bannerhaupt den Wappenschild der Stadt.“ |
| Marl             |            |        | „Die Stadt führt ein Stadtwappen, eine Flagge und ein Dienstsiegel.“ Beschreibung des Wappens: Das Wappen der Stadt Marl zeigt einen geteilten Schild. Das obere silberne Feld ist belegt mit einem schwarzen Kreuz. Das untere ist in Silber und Schwarz gespalten. Auf dem rechten unteren Feld ist auf silbernem Grund ein schwarzes Fasseisen, auf dem linken unteren Feld auf schwarzem Grund ein silberner Hammer und ein silberner Schlägel, in Andreaskreuzform gelegt. Beschreibung der Flagge: „Die Flagge der Stadt Marl ist längs gestreift in den Farben Schwarz und Silber (Weiß). Im oberen Teil ist das Wappen der Stadt Marl angeordnet.“ |
| Oer-Erkenschwick |            |        | Der Stadt Oer-Erkenschwick ist durch Erlass des Oberpräsidenten der Provinz Westfalen vom 07.09.1937 das Recht zur Führung eines Wappens verliehen worden. Beschreibung des Wappens: „Das Wappenschild ist durch einen in blau und silber im Spitzenschnitt geteilten Schrägrechtsbalken (das alte Wappen des Freiherrn von Oer) geteilt, das obere Feld in gold ist mit schwarzem Schlägel und Eisen, das untere Feld in schwarz mit einem goldenen Eichenblatt belegt.“ […] Beschreibung der Flagge: „Die Flagge der Stadt Oer-Erkenschwick zeigt die Farben Schwarz-Rot. Der obere Teil der Flagge führt das Stadtwappen auf gelben Grund.“ |
| Recklinghausen   |            |        | Die Stadt Recklinghausen führt Wappen und Flagge. Beschreibung des Wappens: „Im grünen Schild ein goldener Torbau mit spitz bedachtem, breitem Mittelturm und zwei Seitentürmen mit rundem Dach; im offenen Torbogen ein aufrechter goldener Schlüssel mit nach rechts gekehrtem Bart.“ […] Beschreibung der Flagge: „Die Flagge der Stadt ist grün-gold.“ Sie wird als auch als Banner mit (jeweils in der Mitte des Tuches) oder ohne Wappen verwendet. |
| Waltrop          |            |        | Die Stadt Waltrop führt eine Stadtwappen, das ihr durch Erlass des Herrn Oberpräsidenten der Provinz Westfalen vom 12.09.1938 verliehen worden ist. Beschreibung des Wappens: „Das Wappen zeigt den schwarzen Reichsadler mit roter Wehre in goldenem Felde. Der Herzschild des Adlers zeigt eine goldene Spitze in schwarzem Felde.“ […] Flaggenbeschreibung: „Die Flagge der Stadt Waltrop zeigt im oberen Felde das Stadtwappen, im unteren Felde die Farbe schwarz - weiß gestreift in senkrechter Anordnung in 4 schwarzen und 3 weißen Streifen. Sie wird auch als Hissflagge mit aufgelegtem Wappen in der mitte gezeigt.“ |